# Kraftwerk Åsele
Das Kraftwerk Åsele (schwedisch Åsele kraftverk) ist ein Wasserkraftwerk in der Gemeinde Åsele, Provinz Västerbottens län, Schweden, das am Ångermanälven liegt. Das Kraftwerk ist im Besitz von Vattenfall und wird auch von Vattenfall betrieben.

## Absperrbauwerk
Das Absperrbauwerk besteht aus einem Staudamm. Die Wehranlage mit den zwei Wehrfeldern befindet sich auf der linken Flussseite und das Maschinenhaus auf der rechten Seite; dazwischen liegt eine Insel. Die Höhe des Bauwerks beträgt 15 m.
Der zugehörige Stausee erstreckt sich über eine Fläche von 2 km².

## Kraftwerk
Das Kraftwerk verfügt mit einer Rohrturbine über eine installierte Leistung von 27 (bzw. 28) MW. Die durchschnittliche Jahreserzeugung liegt bei 116 (bzw. 120) Mio. kWh. Die Fallhöhe beträgt 11 m. Der maximale Durchfluss liegt bei 300 m³/s.